# ¡No pasarán!
De Spaanse leus "¡No pasarán!" "Ze komen er niet langs" (Catalaans: "No passaran!", Frans: "Ils ne passeront pas", Duits: "Sie kommen nicht durch!", Engels: "They shall not pass!") is een propagandaleus gebruikt om de vastberadenheid te uiten om een positie te verdedigen tegen een vijand. De uitspraak is onder andere beroemd geworden door het gebruik (in het Frans) tijdens de Slag om Verdun in de Eerste Wereldoorlog door generaal Robert Nivelle. De woorden verschenen op propaganda-affiches, zoals die door Maurice Neumont (opnieuw in het Frans) na de Tweede Slag bij de Marne. 
De leus werd wederom beroemd tijdens de slag om Madrid tijdens de Spaanse Burgeroorlog door de communiste Dolores Ibárruri Gómez (1895-1989). Zij gebruikte hem in haar geroemde ¡No pasarán!-toespraak, waarin zij alle strijders aan de zijde van de republiek opriep om de fascisten geen meter van Spanje te laten innemen. Zodoende werd de leus een internationaal bekende antifascistische leus, vandaag de dag nog steeds gebruikt door communisten en zelfs (ondanks dat de leus beroemd werd door een leidster van de Communistische Partij van Spanje) door anarchisten. 
De Amerikaanse schrijver Upton Sinclair schreef een roman over de Spaanse Burgeroorlog onder de titel No Pasaran (Zij zullen er niet doorkomen).
Bij de leus ¡No pasarán! wordt ook vaak geroepen het Spaanse woord Pasaremos (Nederlands: Wij zullen er langs gaan). De fascisten onder leiding van generaal Francisco Franco gebruikten in reactie de leus Hemos pasado (Nederlands: We zijn er langs) toen zij Madrid veroverden.
De leus wordt nog steeds bij verschillende gelegenheden gebruikt. Bijvoorbeeld in 2002 door kolonel Emmanual Maurin, commandant van een Franse eenheid van het Vreemdelingenlegioen in Ivoorkust. Op 17 augustus 2012 droeg een van de leden van de Russische punkband Pussy Riot een T-shirt met de slogan tijdens het voorlezen van het vonnis dat haar en twee andere bandleden tot twee jaar strafkamp veroordeelde wegens de verstoring van een kerkdienst.